# Anaxyrus speciosus
Anaxyrus speciosus е вид земноводно от семейство Крастави жаби (Bufonidae).

## Разпространение
Видът е разпространен в Мексико и САЩ.